# Professor Layton vs. Phoenix Wright: Ace Attorney
Professor Layton vs. Phoenix Wright: Ace Attorney, выходившая в Японии под названием Reiton-kyōju vs Gyakuten Saiban (яп. レイトン教授VS逆転裁判 Рэйтон-кё:дзю VS Гякутэн Сайбан), — визуальная новелла, приключенческая видеоигра-головоломка для портативной игровой системы Nintendo 3DS, разработанная совместно компаниями Capcom и Level-5, при этом последняя издала её в Японии. Изданием во всем остальном мире занималась компания Nintendo. Игра представляет собой кроссовер между двумя сериями игр от обоих разработчиков, сочетающий в себе элементы головоломки и исследования из серии Level-5 Professor Layton и общую механику судебного разбирательства из приключенческой серии Ace Attorney от Capcom, последняя улучшена за счёт добавления нескольких новых элементов. В разработке сценария игры помогал Сю Такуми, создатель серии Ace Attorney. Сюжет сосредоточен на совместной работе профессора Лейтона и Феникса Райта, и их помощников. Все они работают над разгадкой тайны молодой девушки, с которой они оба сталкиваются по отдельности, и странного мира, в который они попадают благодаря ей. Лейтон сосредоточен на решении головоломок и поиске улик для разгадки тайны, в то время как Райт сосредотачивается на защите в суде людей, которых судят за подозрения в колдовстве.
Первоначально игра была выпущена в Японии 29 ноября 2012 года, а затем была выпущена в Европе 28 марта 2014 года, Австралии 29 марта 2014 года и Северной Америке 29 августа того же года. С тех пор игра получила в целом положительные отзывы критиков.

## Геймплей
Игра повествует о профессоре Лейтоне, Люке Трайтоне, Фениксе Райте и Майе Фей, которые пытаются разгадать тайну Лабиринтии. В игре есть две развновидности игрового процесса: приключение (англ. Adventure) и суд над ведьмами (англ. Witch Trial), в которых представлены элементы из серий Professor Layton и Ace Attorney соответственно. В игре есть озвучивание и анимированные кат-сцены, которые часто появляются в играх Professor Layton, но лишь впервые появились в серии Ace Attorney. С тех пор это стало новым стандартом для последней серии, начиная с Dual Destinies, которая была выпущена в Японии после кроссовера.
Во время раздела «приключение» игроки могут исследовать различные объекты, разговаривая с персонажами. Также, исследуя фоновые предметы, игроки могут найти ключи, необходимые для разгадки тайны Лабиринтии. Управление аналогично тому, что было представлено в игре Professor Layton and the Miracle Mask, в которой игроки перемещаются, перемещая курсор на экране. Исследование определённых областей или общение с определёнными персонажами вызывают различные головоломки, которые игрок должен решить. Решая эти головоломки, игрок зарабатывает пикараты, причём чем меньше игрок совершит ошибок, тем больше пикаратов он получит. Пикараты можно потратить на разблокировку бонусного контента. В этом разделе игроки также могут найти монеты подсказок, которые можно потратить, чтобы разблокировать подсказки при решении головоломок.
В разделе «суд над ведьмами» игроки берут под свой контроль Феникса Райта, который допрашивает свидетелей, чтобы защитить своего клиента. Во время перекрёстного допроса свидетеля игрок может потребовать от него деталей, что иногда может дать новую информацию или доказательства. Основная задача игрока — искать противоречия в показаниях свидетелей и представлять улики, противоречащие их показаниям. Если игрок ошибётся, он получит предупреждение и потеряет одну «жизнь». Игра кончается, если игрок потеряет все свои «жизни». Иногда в игре появляется «допрос толпы», и тогда Фениксу Райту необходимо допрашивать сразу нескольких свидетелей. При надавливании на одного свидетеля другой может отреагировать особым образом, и допрос второго может дать новую информацию или доказательства. В дополнение к материалам дела, которые содержат улики по делу, у Феникса также есть доступ к «Великому гримуару» — книге магических заклинаний, которую также можно использовать в качестве доказательства. Во время заседаний также можно использовать монеты-подсказки, найденные в разделе «приключения». При их применении игрок получит подсказку о том, как продвигаться дальше. Дополнительные пикараты зарабатываются в конце каждого заседания в зависимости от того, сколько «жизней» осталось у игрока.

### Загружаемый контент
Level-5 объявили, что выпустят загружаемый контент для игры, включая новую сюжетную линию, написанную Сю Такуми, которая будет разделена на 12 эпизодов. Возможность пройти их появляется, когда игра была полностью пройдена один раз. Загружаемый контент, который включал новые головоломки и элементы галереи, выпускался каждую среду в течение 24 недель, начиная с 12 декабря 2012 года, при этом различные виды загружаемого контента чередовались каждую неделю.
В PAL-регионе контент выпускался аналогичным образом: сначала, в день выпуска игры, вышел сюжетный эпизод, а затем еженедельно, вплоть до начала сентября, опубликовывался прочий контент. В Северной Америке контент регулярно выпускался в течение шести недель, начиная с даты выпуска игры.
Загружаемые сюжетные эпизоды, которые считаются неканоничными и часто ломают четвёртую стену, происходят через год после событий игры, и в них Лейтон, Люк, Феникс и Майя посещают Лабиринтию.

## Сюжет
Сюжет начинается со сцены погони неизвестных магических существ за мужчиной средних лет и молодой девушкой, пытающихся сбежать от преследователей на машине. Попав в аварию, мужчина оказывается ранен, а девушка сбегает.
Тем временем профессор Хершель Лейтон и его протеже Люк Трайтон беседует в офисе первого, обсуждая средневековых ведьм. Неожиданно в офис прибегает девушка из начальной кат-сцены. Она представляется Эспеллой и просит помощи у профессора. Девушка рассказывает, что её спас из её города Кармин Акчиденти, бывший ученик Лейтона. Пока троица разговаривает, на них нападают «ведьмы» — женщины, способные управлять магией, — и похищают Эспеллу. В попытке её спасти Лейтон и Люк отправляют девушку на грузовой корабль, а сами, попытавшись прочесть выроненную Эспеллой книгу, «затягиваются» в неё.
Феникс Райт, посещающий Англию в рамках обмена адвокатами, и его помощница Майя Фей берутся защищать Эспеллу в английском суде от обвинений в краже и нападении на грузовом корабле. Успешно сделав это, пара читает оставленную Эспеллой книгу и также «затягивается» в неё.
Лейтон и Люк приходят в себя в повозке и обнаруживают, что попали в Лабиринтию — крупный средневековый город. В городе намечается парад: создатель Лабиринтии, Рассказчик, раздаёт истории для всех жителей, верящих в то, что всё, написанное Рассказчиком, непременно сбывается. Пытаясь разобраться в том, что происходит, профессор исследует окрестности и, встретив Эспеллу, попадает в пекарню, где знакомится с Фениксом и Майей, по странному стечению обстоятельств ставших пекарями. Быстро подружившись с ними, Лейтон решает остаться и решить некую «загадку» Лабиринтии, о которой сообщал в письме его ученик Кармин. Вскоре происходит непредвиденное — Эспеллу арестовывают по обвинению в убийстве магией двух грабителей. Феникс берётся её защищать и попутно вспоминает, что он на самом деле адвокат, а не пекарь. Суды в Лабиринтии отличаются от привычных Райту — подсудимых наказывают «инквизиторы» за принадлежность к «ведьмам» и заживо сжигают в огненной яме. Адвокату удаётся добиться справедливости для Эспеллы, раскрыв одну из свидетельниц, Киру, как настоящую ведьму. Киру сжигают заживо на глазах шокированных героев, но перед этим она успевает обвинить Эспеллу в том, что она Безелла — «великая» ведьма и источник всех бед Лабиринтии.
После суда герои расследуют загадочную смерть местного алхимика. Во время расследования профессор Лейтон подвергается воздействию заклятия и превращается в золотую статую. В колдовстве обвиняют находившуюся с ним в комнате Майю Фей. Феникс, однако, доказывает, что ведьмой в этом деле и в деле о смерти алхимика была дворецкая покойного, Джин Грейерл, притворявшаяся мужчиной. Тем не менее, ведьмой, фактически убившей Лейтона, была не она. За неимением подозреваемых Майю оправдывают. Эспелла, оказавшаяся дочерью Рассказчика, в попытке спасти жизнь Джин признаёт себя Безеллой и добровольно идёт на казнь. Майя спасаёт её, но сама оказывается заточена в огненной клетке и отправляется в бушующее пламя.
Люк, Эспелла и Феникс сбегают в трущобы Лабиринтии. Пока они пытаются прийти в себя и решают головоломки, Лейтон и Майя, на самом деле живые и невредимые, обнаруживают себя в лесу за пределами города. Они попадают в поселение неких «Теней» — странных людей в плащах и противогазах. «Тени» постоянно выполняют задания по приказу «Великой ведьмы». Совместное расследование воссоединяет всех пятерых героев в подземных руинах Лабиринтии. Прочитав загадочные послания древней цивилизации о Колоколе Руин, Эспелла вспоминает Легендарный пожар, случившийся много лет назад, и убегает. Лейтон, Феникс, Майя и Люк возвращаются в город и видят ужасное — Безелла, по-видимому, овладевшая Эспеллой, убивает Рассказчика, добровольно отдавшегося на смерть от огненного заклятия, на глазах у всего города. Герои вновь разделяются — Феникс и Майя остаются в городе защищать Эспеллу в суде и искать улики на месте преступления, а Лейтон и Люк бегут в башню Рассказчика, надеясь отыскать там объяснение происходящего. На вершине башни их встречает живой Рассказчик, не имеющий понятия о том, что его дочь обвиняют в колдовстве. Профессор понимает, что в написании «Истории» вмешался посторонний человек.
Суд над Эспеллой ведёт сама верховный инквизитор Дарклоу. В ходе суде Феникс начинает догадываться, что инквизитор причастна к делу больше, чем кажется на первый взгляд, и вызывает её на стойку свидетеля для дачи показаний. Однако занять освободившееся место стороны обвинения больше некому — инквизитор Барнэм, ведущий дела до этого, арестован. На место «прокурора» неожиданно вызывается прибывший профессор Лейтон.
Вскоре в суд приходит и сам Рассказчик, готовый рассказать всю правду о себе и о Лабиринтии. Он называет себя Артуром Кантабеллой и раскрывает, что Лабиринтия — это проект английского правительства о воздействии подземных грунтовых вод на горожан. Действие воды необычно реакцией потребляющих её людей — они теряют сознание, услышав звон серебра. Все жители Лабиринтии на самом деле современные люди, добровольно согласившиеся начать новую жизнь в средневековом городе. Магии не существует: все «заклинания» выполняли Тени, звонящие в серебряные колокольчики для гипноза окружающих и быстро имитирующие магию прямо на месте. Ведьмы не погибали в огненной яме. После фиктивной казни их отправляли в лес, где они становились Тенями.
Легендарный пожар произошёл по вине подруги Эспеллы по имени Ева, которой оказалась Дарклоу. Будучи детьми, девочки забрались на колокольню во время огненного фестиваля в городе, и Ева позвонила в Колокол Руин. От звука серебра все жители города, кроме Артура и отца Евы, алхимика Ньютона Белдьюка, потеряли сознание и сгорели в неконтролируемом пожаре. Ева и Эспелла остались в живых на башне, травмированные увиденным зрелищем. Дочь Артура считала себя виновной в пожаре и одержимой злой ведьмой Безеллой, и для защиты её психики Рассказчик выдумал город Лабиринтия и всё происходящее в нём, включая суд над ведьмами. О правде знали лишь Ньютон и Ева, однако первый не выдержал чувства вины за массовый обман и покончил с собой. Обозленная, Ева решила отомстить Рассказчику, испортив его историю и включив в неё Хершеля Лейтона и Феникса Райта.
Правда доводит Эспеллу до крайности — она пытается прыгнуть с колокольни, но подоспевшая Ева хватает её за руку. Подруги детства падают вниз и в метрах от земли внезапно останавливаются. Лейтон показывает удивлённым людям, что всё происходящее было лишь иллюзией. Девушек спас Люк, управляющий одним из множество замаскированных чёрных кранов на территории Лабиринтии. Ева, Эспелла и Артур разговаривают и примиряются. К жителям города возвращается память об их прежней жизни; впрочем, многие из них до того привыкли к Лабиринтии, что готовы жить в городе и дальше. Все приходят на причал, чтобы попрощаться с героями: Хершелем Лейтоном, Люком Трайтоном, Фениксом Райтом и Майей Фей. Барнэм, оказавшийся водителем лодочного катера, отвозит их на большую землю. В честь спасителей «Истории» в Лабиринтии ставят их золотые статуи.
В эпилоге профессор Лейтон и Люк вновь беседуют в офисе, гадая, что сейчас делают Феникс и Майя. Сразу же показывается, что Райт вовлечён в очередное судебное разбирательство, где его противником является Майлз Эджворт. Собрав все свои силы, Феникс выкрикивает своё финальное возражение.

## Разработка
Впервые на сотрудничество между Capcom и Level-5 намекнул Кэйдзи Инафунэ, дав интервью японскому бизнес-журналу Diamond перед Tokyo Game Show 2010. Там он упомянул, что очень уважает Акихиро Хино, генерального директора Level-5. 25 сентября 2010 года игра была анонсирована в Твиттере, когда Дзиро Исии из Level-5 случайно написал в Твиттере Дзину Фудзисаве из Square Enix: «А? О, Gyakuten XX. Я создаю его с мистером Такуми!» на японском. Это привело к распространению слухов о новой игре Ace Attorney, разрабатываемой Level-5, аналогично тому, как новые игры Capcom из известных франшиз разрабатываются внешними силами. Например, DmC: Devil May Cry, разрабатываемая британским разработчиком Ninja Theory. Дзиро Исии быстро скрыл запись и позже в тот же день написал в Твиттере: «Похоже, распространяется недоразумение, поэтому позвольте мне сказать, что в настоящее время я работаю только над Time Travelers».
Игра была официально анонсирована 19 октября 2010 года на пресс-конференции Level-5 Vision 2010. Изначально игра была идеей Хино и проектом, который он сам предложил Capcom через некоторое время после завершения некоторых начальных работ по разработке. Дзюн Судзуки, арт-директор серии Professor Layton, отметил, что Хино был большим поклонником серии Ace Attorney и даже бросил вызов Судзуки «создать что-то наравне с Ace Attorney» при разработке игр Professor Layton. Эта идея стала неожиданностью для Сю Такуми, создателя серии Ace Attorney. Кэйдзи Инафунэ, глава группы управления исследованиями и разработками Capcom, был «на 80 процентов уверен», что Такуми откажется от этой идеи. Однако, по словам Инафунэ, Хино смог убедить Такуми принять эту идею, предоставив ему творческий контроль в качестве основного сценариста проекта.
Инафунэ описал игру как настоящее сотрудничество между двумя компаниями, совместно работающими; он чувствовал, что они «хотели создать великую историю, что было бы невозможно, если бы обе стороны не были полностью вовлечены». Хино признал, что поклонники обеих серий «захотят увидеть схватку» между главными героями, а также разделы, в которых они бы «взялись за руки и прошли действительно большие испытания». Несмотря на то, что Professor Layton vs. Phoenix Wright: Ace Attorney является кроссовером, Хино и Такуми рассматривают игру скорее как полноценную часть своей серии, а не как спин-офф. И Level-5, и Capcom внесли свой вклад в разработку игры, при этом Capcom специально занималась визуальным дизайном, а Level-5 взяла на себя издательские обязанности. Используемый стиль оформления представляет собой смесь псевдодетализированных визуальных эффектов из серии Ace Attorney и более деформированного внешнего вида игр Professor Layton; смешанный стиль был результатом длительного процесса проб и ошибок, чтобы выяснить, как лучше всего смешать два конфликтующих стиля. Игра поддерживала 3D-эффекты на консоли Nintendo 3DS; хотя Level-5 уже работали с этой функцией при разработке Professor Layton and the Miracle Mask в 2011 году, это была первая игра Ace Attorney, поддерживающая эту функцию. Сначала Такуми не решался добавить эту функцию, но позже оценил её, признав, что 3D-визуализация позволяет разработчикам «представить действие с разных сторон и действительно [расширить] свободу выражения» в сегментах зала суда игры.
В игре представлены анимированные ролики, созданные Bones. Йо Оидзуми и Маки Хорикита, которые озвучивали профессора Лейтона и Люка в предыдущих играх, вновь сыграли свои роли, в то время как Феникса и Майю озвучили Хироки Наримия и Мирэй Киритани, которые также сыграли свои роли в игровом фильме.

### Локализация
Первоначально игру анонсировали только в Японии, и Capcom брал во внимание интерес сообщества, чтобы понять, стоит ли локализировать игру. В июле 2011 года компания Level-5 International America Inc. провела опрос в Facebook, в ходе которого фанатов спросили, какая в настоящее время игра Level-5, предназначенная только для Японии, вызывает у них наибольший интерес. Professor Layton vs. Phoenix Wright: Ace Attorney набрала наибольшее количество голосов — более 6000. Генеральный директор Level-5 Акихиро Хино ранее заявлял, что Professor Layton vs. Phoenix Wright: Ace Attorney будет выпущена в Северной Америке и Европе международной студией Level-5 в 2013 году. В более позднем заявлении Level-5 после выпуска игры в Японии утверждалось, что западный выпуск не был подтверждён или объявлен.
Во время Japan Expo 2013 во Франции, когда его спросили о локализации игры, генеральный директор Level-5 Акихиро Хино сказал, что «что-то находится в разработке», но в то время он не мог об этом говорить. Позже в тот же день Level-5 International America Inc. опубликовала сообщение о локализации на своей странице в Facebook. Релиз для Северной Америки и Европы был окончательно подтверждён на презентации Nintendo Direct от Nintendo 7 августа 2013 года, выпуск же намечен на 2014 год. Из-за того, что выпуск для Северной Америки полностью сохраняет европейскую локализацию как есть, это первая игра в серии Professor Layton, где голос Люк Тритон озвучен Марией Дарлинг, а не Ланой Минелла, как в предыдущих играх.

### Музыка
Саундтрек к игре был создан совместными усилиями композитора серии Professor Layton Томохито Нисиуры и новичка Ясумасы Китагавы из Capcom. Помимо создания новых композиций, оба дополнительно аранжировали музыку из предыдущих частей соответствующих франшиз. Китагава аранжировал некоторые композиции из Phoenix Wright: Ace Attorney, которые написал Масакадзу Сугимори. Нисиура и Китагава аранжировали музыку с помощью Юмико Хасидзумэ и Норихито Сумитомо; они ранее работали над серией Professor Layton. В то время как в игровом процессе в основном использовалась аранжированная музыка, анимированные ролики сопровождались более кинематографичной оркестровой музыкой. Все оркестровые произведения были исполнены Layton Grand Caravan Orchestra.
Присвоив ей 9 баллов из десяти, Оливер Джиа из Game-OST.com похвалил альбом как «саундтрек, которого поклонники обеих серий ждали годами». Луна Ли из RPGFan Music также положительно отреагировала на саундтрек, но раскритиковала треки за то, что они «разделены на два лагеря и [имеют] мало совпадений друг с другом».
Японские предварительные заказы на игру включали специальный бонусный саундтрек, содержащий пять музыкальных треков, и полосу киноплёнки, содержащую избранные анимационные кадры. Весь саундтрек был официально выпущен на трёхдисковом наборе под названием Layton Kyouju VS Gyakuten Saiban Mahou Ongaku Taizen (англ. Professor Layton vs. Gyakuten Saiban Magical Mystery Music) 10 апреля 2013 года. Первый диск содержит все треки, связанные с серией Professor Layton, второй диск содержит все треки, связанные с серией Ace Attorney, а третий диск содержит музыку, используемую во время кинематографических роликов на протяжении всей игры.

## Критика
| Сводный рейтинг | Сводный рейтинг |
| Агрегатор       | Оценка          |
| --------------- | --------------- |
| GameRankings    | 79,35 %         |

Professor Layton vs. Phoenix Wright: Ace Attorney получила «положительные» отзывы согласно сайту-агрегатору Metacritic. Крис Колер из Wired, играя в японскую версию, чувствовал, что кроссовер был «упущенной возможностью»; хотя он считал, что игровая механика хороша, он отметил, что в игру были введены только два основных персонажа из каждой серии, и что игра опиралась на новых и, по его мнению, неинтересных персонажей, чтобы конкретизировать историю.

### Награды
| Год  | Награда                                               | Категория                                                | Результат | Примечания |
| ---- | ----------------------------------------------------- | -------------------------------------------------------- | --------- | ---------- |
| 2014 | Golden Joystick Awards                                | Handheld Game of the Year                                | Номинация | [ 38 ]     |
| 2015 | National Academy of Video Game Trade Reviewers Awards | Art Direction, Period Influence                          | Номинация | [ 39 ]     |
| 2015 | National Academy of Video Game Trade Reviewers Awards | Performance in a Comedy, Lead (Christopher Robin Miller) | Номинация | [ 39 ]     |
| 2015 | National Academy of Video Game Trade Reviewers Awards | Performance in a Comedy, Lead (Trevor White)             | Номинация | [ 39 ]     |
| 2015 | National Academy of Video Game Trade Reviewers Awards | Writing in a Comedy                                      | Номинация | [ 39 ]     |